# Георги Попатанасов
Георги Попатанасов е български политик, деец на Вътрешната македоно-одринска революционна организация и на Българския земеделски народен съюз.

## Биография
Георги Попатанасов е роден в 1880 година в драмското село Калапот, което тогава е в Османската империя. Влиза във ВМОРО и участва в Илинденско-Преображенското въстание в 1903 година. След като Калапот попада в Гърция след Междусъюзническата война в 1913 година Попатанасов се установява в Неврокоп. Става член на БЗНС и е сред основателите на земеделска дружба в Неврокоп в 1914 година. В 1922 година по време на Неврокопската акция Вътрешната македонска революционна организация с оръжие участва в отбраната на четата на Тодор Паница, като успява да спаси живота на Паница и другарите му.
Заловен е от Алеко Василев и на 1 март 1923 година е убит.